# Cartesis
Cartesis war ein 1990 gegründetes Softwareunternehmen mit Hauptsitz in Paris, Frankreich, das Lösungen für Business Performance Management (BPM) und Finanzmanagement anbot. Das Unternehmen und der Name Cartesis sind mit der Übernahme durch SAP verschwunden.
Das Unternehmen war von 1998 bis 2007 in Deutschland mit einer Niederlassung in Frankfurt am Main präsent. Seine Lösungen basierten auf einem integrierten Datenmodell für Planung/Forecast, Konsolidierung/Berichtswesen und Compliance sowie Reporting/Analyse. Wettbewerber sind Oracle mit Hyperion, Cognos von IBM, und Microsoft.
Die Performance Management Plattform „Cartesis 10“ vereinte Finanzmanagement, Planungs- sowie Analysefunktionen auf Basis eines einheitlichen Datenmodells und integrierte darüber hinaus externe Finanz- und Wirtschaftsdaten aus EDGAR Online. Die komplette Suite bestand aus folgenden Lösungen:
- Cartesis Finance, multidimensionale Datenbank (maximal 42 Dimensionen möglich) für Konsolidierung, Planung, Budgetierung und umfassendes Berichtswesen (früherer Name: ES Magnitude; aktuelle Bezeichnung: SAP BusinessObjects Financial Consolidation 10.0)
- Cartesis Planning, Anwendung für Unternehmensplanung und -Forecast
- Cartesis Analyser, multidimensionale OLAP Anwendung für Reporting und Analyse (früherer Name: ES Information Delivery; aktuelle Bezeichnung: SAP BusinessObjects Financial Consolidation Cube Designer 10.0, heute vollintegrierter Bestandteil von SAP BusinessObjects Financial Consolidation 10.0)
- Cartesis Insighter, Lösung für das Beteiligungsmanagement; verkauft an zetVisions AG
- Cartesis Intercompany Server, Anwendung für konzernweite Intercompany-Abstimmungen auf Rechnungsbelegebene, heutige Bezeichnung: SAP BusinessObjects InterCompany 10. Ist heute ein vollintegriertes Modul von SAP BusinessObjects Financial Consolidation.

Die großen Vorteile der Software liegen in der vollständig programmierungsfreien Oberfläche sowie der absoluten Skalierbarkeit. So können sehr komplexe Konsolidierungen implementiert werden, da maximal 42 (mehrfach verwendbare) Dimensionen zur Verfügung stehen. Die Konsolidierung basiert auf einer relationalen Datenbank und ist daher außerordentlich schnell (Normalfall: wenige Minuten).

## Geschichte
Die Wurzeln des Unternehmens reichten zurück bis in das Jahr 1985, als Vivendi eine interne Gruppe beauftragte, ein Berichterstellungs- und Konsolidierungssystem für die weltweit verteilten 4.000 Berichtseinheiten des Unternehmens zu entwickeln. In den späten 1980er Jahren rief das interne System, das daraus entstand, bei einigen der größten Firmen Europas bereits großes Interesse hervor.
1990 wurde das Unternehmen aus der Vivendi Corporation ausgegliedert. In den folgenden Jahren stellte Cartesis sein erstes Softwareprodukt mit dem Namen Unification vor, das Finanz- und Managementberichtswesen in einem System vereinigte. Cartesis stieß damit eine Welle der „Unification“ in französischen Großunternehmen an und etablierte sich selbst als Pionier des einheitlichen Finanzmanagements.
- 1990 Gründung von Cartesis
- 1991 Markteinführung Unification
- 1995 Markteinführung Cartesis Carat
- 1996 Beginn der internationalen Expansion
- 1997 Marktführer in Frankreich
- 1998 Gründung von Niederlassungen in USA und Deutschland
- 1999 PricewaterhouseCoopers übernimmt Cartesis
- 2000 Markteinführung Cartesis ES Magnitude
- 2002 Markteinführung Cartesis ICS und Cartesis Insighter
- 2002 Fusion mit dem „CLIME“-Geschäftsbereich von PwC Consulting, wird als Cartesis Clime vertrieben
- 2002 Gründung von Niederlassungen in Großbritannien und Japan
- 2003 Konsortium unter Führung von Apax Partners unterschreibt Vereinbarung zur Übernahme von Cartesis
- 2004 Erste weltweite User Conference Connect
- 2005 Akquisition von INEA Corporation
- 2006 Kooperation mit EDGAR Online
- 2007 Business Objects übernimmt Cartesis
- 2007 Niederlassung in Frankfurt wird geschlossen
- 2007 SAP übernimmt Business Objects
- 2011 Neue Suite verfügbar: SAP EPM 10.0

## Gründe für den Niedergang des Unternehmens
Obwohl das Unternehmen mit seiner Software und vor allem seinen Dienstleistungen äußerst erfolgreich und bei seinen Kunden sehr beliebt war, die Kundentreue lag bei über 98 Prozent, verkaufte PricewaterhouseCoopers Cartesis  im Jahr 2004 an den Finanzinvestor Apax Partners. Da das neue Management nur das Ziel einer höchstmöglichen Weiterveräußerung verfolgte, verließen viele insbesondere langjährige Mitarbeiter das Unternehmen.
Apax Partners hat Cartesis nach nur rund zwei Jahren weiterverkauft an die Firma Business Objects das Produkt Magnitude, IC Server und Extended Analytics, über den Verkaufspreis schweigt sich Apax aus. Fachkreise gehen davon aus, dass Apax mit Cartesis das drei- bis fünffache des Einkaufspreises erzielen konnte. Seit Mitte 2008 gibt es mit der Version 10.5.1 wieder deutsche Versionen, die vom Finanzinvestor 2006 eingestellt wurden. Das Beteiligungsmanagement System Insighter wurde an die Firma zetVisions AG verkauft. SAP kauft mit der Übernahme von Business Objects das Cartesis Finance (Magnitude) mit.
Die Software Magnitude  wird zurzeit (2015) von SAP unter dem Namen SAP Financial Consolidation verkauft und als strategisches Produkt für Finanzkonsolidierung bezeichnet. Hinzugekommen ist eine Version, die auf SAP HANA läuft. Das Excel ADD-In (EPM Client) wurde vereinheitlicht mit dem Produkt SAP BPC. Die Software hat sich durch den Kauf von SAP auch in Deutschland etabliert. 
Aktuelle Versionen der Software verfügen durch SAP BusinessObjects Financial Information Management über direkte Anbindungsmöglichkeiten an verschiedene Softwareprodukte von SAP. Die Software ist in 18 Sprachen verfügbar.